# Stadecken-Elsheim
Stadecken-Elsheim è un comune di 4 571 abitanti della Renania-Palatinato, in Germania.

Appartiene al circondario (Landkreis) di Magonza-Bingen (targa MZ) ed è parte della comunità amministrativa (Verbandsgemeinde) di Nieder-Olm.

## Geografia fisica
Stadecken-Elsheim si trova a soli 15 km (in linea d'aria, direzione sud-ovest) dalla città di Magonza, nel centro della regione vinicola renana. 
Il comune è diviso in due distretti Mundelsheim e Stadecken. Il borgo Mundelsheim comprende i centri residenziali Am Weiher Born e Windhäuserhof, il quartiere Stadecken i posti residenziali Peter Wiese e Wolfshof.
I comuni limitrofi sono Jugenheim ad Ovest, Essenheim a Nord-Est, Nieder-Olm a Est, Schwabenheim a Nord-Ovest e Saulheim a Sud.

## Storia
Stadecken-Elsheim è un comune frutto dell'unione, datata 7 giugno 1969, dei due comuni precedentemente indipendenti di Stadecken e Mundelsheim. Il nuovo comune appena creato avrebbe dovuto ricevere il nome di Sonnenberg (in italiano "sole di montagna") ma questa proposta venne respinta. Si decise quindi di chiamare il nuovo ente amministrativo col nome dei due centri che lo andavano a formare ovvero Stadecken-Elsheim, dove i nomi erano così ordinati secondo la dimensione demografica. 
Se si vuole analizzare la storia di questo comune, si deve approfondire quella dei due centri precedenti all'unificazione, i quali hanno avuto un percorso separato.

## Amministrazione

### Gemellaggi
- Rupt-sur-Moselle, Francia, dal 1980
- Ershausen (fraz. di Schimberg), Turingia, Germania, dal 1990
- Wilbich (fraz. di Schimberg), Turingia, Germania, dal 1990
- Bovolone, Verona, dal 2000